# Mala Krucea, Pîreatîn
Mala Krucea (în ucraineană Мала Круча) este un sat în comuna Velîka Krucea din raionul Pîreatîn, regiunea Poltava, Ucraina.

## Demografie
Componența lingvistică a localității Mala Krucea
     Ucraineană (95,74%)
     Rusă (4,26%)
Conform recensământului din 2001, majoritatea populației localității Mala Krucea era vorbitoare de ucraineană (95,74%), existând în minoritate și vorbitori de rusă (4,26%).